# Ааронсония Факторовского
Ааронсо́ния Факторо́вского (лат. Aaronsohnia factorovskyi) — вид двудольных растений рода Ааронсония (Aaronsohnia) семейства Астровые (Asteraceae). Впервые описан ботаниками Отто Варбургом и Александром Эйгом в 1927 году.

## Распространение
Ареал включает в себя Саудовскую Аравию, Кувейт, Ирак, Израиль, Палестину и Иорданию. Типовой экземпляр собран в местности Южная Нукра (Саудовская Аравия).
Растёт на песчаных и суглинистых почвах.

## Ботаническое описание
Однолетнее растение.
Цветёт в марте и апреле.
Число хромосом — 2n=18.